# Sự cố nhà máy alumin Ajka
Sự cố nhà máy alumin Ajka là một vụ tai nạn tràn bùn đỏ tại một chuỗi hồ chứa chất thải độc hại của nhà máy alumina Ajkai Timföldgyár tại làng Ajka, hạt Veszprém, ở phía tây Hungary vào lúc 12h25 giờ địa phương ngày 4 tháng 10 năm 2010 khi góc tây bắc của các đập của hồ chứa số 10 bị sụp đổ, làm thoát ra khoảng một triệu mét khối chất thải lỏng từ hồ bùn đỏ. Bùn đỏ đã tràn ra dưới dạng sóng 1-2 mét, ngập lụt một số địa phương lân cận, bao gồm các làng Kolontár và thị trấn Devecser. Ít nhất chín người đã chết, và 122 người bị thương. Khoảng 40 km vuông đất ban đầu đã chịu ảnh hưởng của sự cố này. Bùn đã tràn đến sông Danube vào ngày 7 tháng 10 năm 2010.